# Francisco Flores
Francisco Flores, teljes nevén Francisco Flores Córdoba (Atemajac, 1926. február 12. – Guadalajara, 1986. november 13.) mexikói válogatott labdarúgó, középpályás.

## Pályafutása
Karrierjéről kevés információ áll rendelkezésre, egy biztos, hogy 1951-től a Guadalajara játékosa volt hosszabb ideig. A Chivasszal ötszörös bajnok, valamint 1962-ben CONCACAF-BL-győztes.
A válogatottal részt vett az 1958-as világbajnokságon.A nemzeti csapatban tizenhárom meccse van, melyeken öt gólt szerzett.

## Sikerei, díjai
- BL-győztes (1):
  - 1962
- Bajnok (5):
  - 1956-57, 1958-59, 1959-60, 1960-61, 1961-62
- Szuperkupa-győztes (4):
  - 1957, 1959, 1960, 1961